# 브렌다 비너스

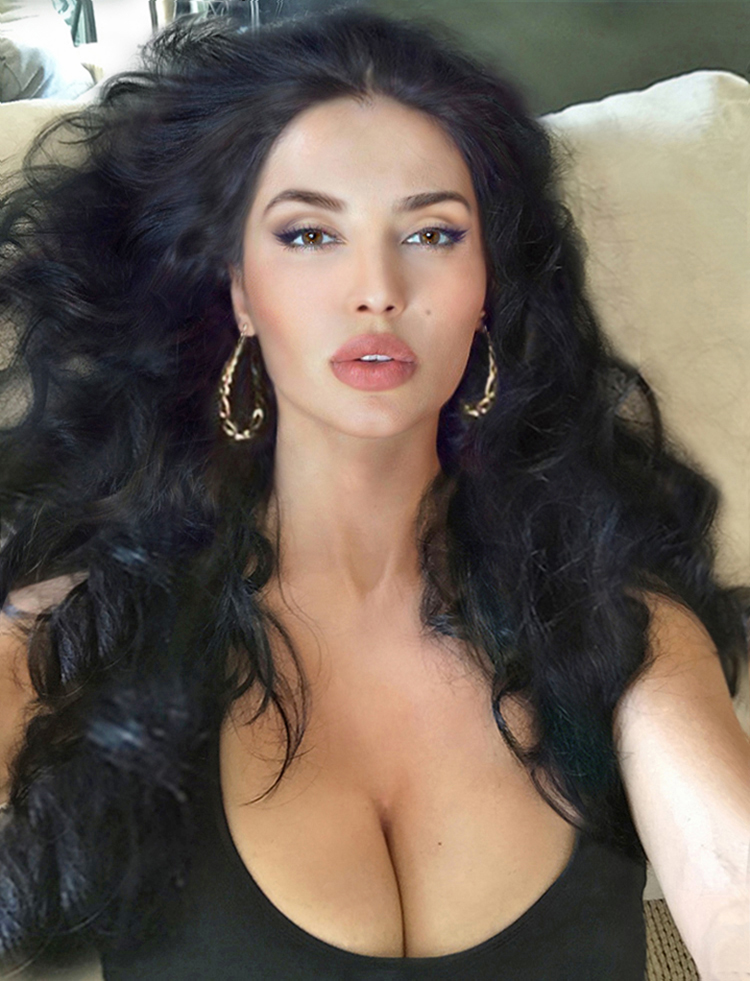

브렌다 비너스(Brenda Venus, 1957년 11월 10일 ~ )는 미국의 배우, 영화배우이다.
빌럭시에서 태어났다.

## 영화
- 조슈아 (1976년)
- 아이거 빙벽 (1975년)
- 폭시 브라운 (1974년)
- 나잇 프라이트 (1967년)